# Азербайджанский университет имени Шахид Мадани
Азербайджанский университет имени Шахид Мадани (перс. دانشگاه شهید مدنی آذربایجان‎)  известный также, как Азартранский университет — высшее государственное учебное заведение, расположенное в 35 км от Тебриза, остана Восточный Азербайджан (Иран).

## Общие сведения
Основан в 1988 году путём расширения Тебризского университета Тарбиа Муаллем с целью подготовки учителей средних школ для Министерства образования Ирана.
В 2001 году, основываясь на пересмотре целей и потребностей, университет был реорганизован в универсальный университет, осуществляющий подготовку по степени бакалавра и последипломного образования. 
Первоначально был расположен в городе Тебризе. Позже был перенесён на окраину города. В настоящее время в университете обучаются около 7500 студентов на 29 кафедрах 7 факультетов, из которых около 1200 человек — в аспирантуре. Общее количество преподавателей (включая на неполный рабочий день) составляет 320 человек.

## Структура
- Гуманитарный факультет (специальности: персидский язык и литература; арабский язык и литература; английский язык и литература)
- Факультет теологии (специальности: исламская философия; религия и мистицизм; науки и традиции Корана; исламское право и юриспруденция; история исламской цивилизации; исследования ислама)
- Факультет фундаментальных наук (специальности: химия, физика, математика, биология)
- Факультет сельского хозяйства (специальности: биотехнология; защита растений; агрономия и лекарственные растения)
- Факультет информационных технологий
- Инженерный факультет (специальности: строительство; электротехника; механика и машиностроение)
- Факультет психологии и образования (специальности: семейные отношения; психология;  библиотечные науки; физическое воспитание; образование и консультирование)